# Henry Ginsberg
Henry Ginsberg (* 8. Mai 1897 in New York City; † 10. Juni 1979 in Palm Beach, Florida) war ein US-amerikanischer Filmproduzent und Filmfirmenmanager.

## Leben und Wirken
Über Ginsbergs frühen Jahre und seine Ausbildung ist nicht viel bekannt. Bereits zu Beginn der 20er Jahre stieß er zum Filmmanagement und begann 1924 kurzzeitig selbst zu produzieren. 1925 gründete er mit Henry Ginsberg Distributing Corporation in New York City seinen eigenen Filmverleih. In der Folgezeit war Henry Ginsberg in diversen Management-Führungspositionen aktiv, etwa als Chef der Sterling Pictures in Pennsylvania, als General Sales Manager der Educational Pictures und schließlich in unbekannter Funktion bei Preferred Pictures. In den 1930er Jahren war Ginsberg überdies ungenannt an der Herstellung mehrerer Laurel-&-Hardy-Komödien beteiligt.
1936 wechselte Henry Ginsberg als General Manager zu Selznick International Pictures, deren Vizepräsident er später wurde. 1940 wurde Ginsberg von Paramount Pictures als Vizepräsident und General Manager abgeworben. Im Juli 1950 verließ er Paramount wieder und wurde im Juni 1951 zum General Consultant des Fernsehsenders NBC berufen. Schließlich tat sich Ginsberg mit George Stevens zusammen und gründete die Giant Productions, um mit dieser Firmeneintagsfliege einen Roman von Edna Ferber zu verfilmen. Das Resultat, Giganten, bedeutete nicht nur Ginsbergs Rückkehr zur Filmproduktion nach drei Jahrzehnten Abwesenheit. Der Film brachte ihm sogar 1957 eine Oscar-Nominierung ein.

## Filmografie
- 1924: Flying Fists
- 1925: Breaking In (Kurzfilm)
- 1925: Hitting Hard (Kurzfilm)
- 1925: Before Midnight (Regie)
- 1925: Soft Muscles (Kurzfilm)
- 1925: The Jazz Fight (Kurzfilm)
- 1933: Laurel und Hardy: The Devil’s Brother (ungenannt)
- 1936: Die Doppelgänger (Our Relations) (ungenannt)
- 1956: Giganten (Giants)